# Distribuidor Simón Bolívar (Maracay)
El Distribuidor Simón Bolívar es una de las infraestructuras viales más importantes de la ciudad de Maracay capital del estado Aragua al centro norte del país sudamericano de Venezuela. Su primera fase fue inaugurada en diciembre de 2013 para descongestionar el distribuidor de Palo Negro en la Autopista Regional del Centro. Es administrada por el gobierno del Estado Aragua a través del instituto vías de Aragua. Debe su nombre al político y militar venezolano Simón Bolívar.-

## Descripción
Se trata de una estructura que tiene 1.3 kilómetros de vialidad con 2 rampas, y donde se usaron más de 2,5 toneladas de asfalto. se proyectó para uso exclusivo de vehículos particulares con acceso limitado hasta los 2,5 metros de altura. Esto con el fin de que  los vehículos de carga o superiores a esa altura tengan la obligación de usar el peaje de Palo Negro. Es usado diariamente por un promedio de entre 30 mil y 40 mil vehículos. En el 2014 una segunda etapa del proyecto fue inaugurada por las autoridades regionales.